# Naumburg
Naumburg  je mesto na jugu zvezne dežele Saška - Anhalt (in upravna prestolnica okrožja Burgenlandkreis) v osrednji Nemčiji. Ima okoli 33.000 prebivalcev. Naumburška stolnica je na seznamu svetovne dediščine Unesca od leta 2018. UNESCO-ova nominacija je reprezentativna za procese, ki so oblikovali evropski kontinent med visokim srednjim vekom med letoma 1000 in 1300: pokristjanjevanje, tako imenovan Landesausbau in dinamika kulturne izmenjave in prenos značilnosti za to obdobje. 

## Zgodovina
Prvi pisni zapis o Naumburgu izvira iz leta 1012, ko je bil omenjen kot novi grad Ekkehardinger, mejnega grofa Meissena. Ustanovljen je bil ob prečkanju dveh trgovskih poti, Via Regia in ceste v Regensburg. Uspešna ustanovitev cerkve ne dolgo zatem na mestu kasnejše Naumburške stolnice, je bila omenjena v Merseburških škofovskih kronikah leta 1021. Leta 1028 je papež Janez XIX. dal dovoljenje za prenos škofije iz Zeitza v Naumburg. Do 1568, med reformacijo, je bil Naumburg sedež škofov. Zadnji katoliški škof je bil Julius von Pflug. Ustanovitev stolnice sega v leto 1030. Naumburg je znan kot mesto od leta 1144.
Naumburg je bil v srednjem veku pomembno trgovsko središče ob Via Regia, zlasti zaradi trgovskih sejmov, prvi znan je bil leta 1278. Nastanek Leipziga kot trgovskega sejemskega mesta od leta 1500 in tridesetletna vojna sta prizadela gospodarstvo Naumburga.
Cerkvena domena je bila sekularizirana sredi 16. stoletja in prenesena na vojvodino Saško, ki je upravljala okrožje s pomočjo vladnega predstavnika (Stiftsregierung) in kasneje upravitelja.
Po bratskem dogovoru med štirimi brati Johanna Georga I., saškega volilnega kneza, je okrožje Naumburg leta 1657 prišlo v posest po principu secondogeniture vojvodini Saxe-Zeitz, ki ga je podedoval Moritz, najmlajši brat.
Pred izgradnjo gradu Moritzburg v bližnji Zeitza je mestni grad v Naumburgu služil kot rezidenca te rodbine. To obdobje se je končalo s smrtjo zadnjega protestantskega predstavnika Saxe-Zeitzove rodbine leta 1718. Območje Naumburga se je vrnilo k saškim vojvodom v Dresdnu in postal popolnoma integriran v Albertino Saško. Vendar pa je ostal do leta 1815 sedež svojega upravnega organa (konsistorija okrožja Naumburg-Zeitz). Po dunajskem kongresu leta 1815 je bil Naumburg prepuščen Kraljevini Prusiji in postal del dežele Saške. Imel je kontrolo nad stolnico in njeno bližino leta 1832.
Leta 1846 je bilo mesto povezano z železniško progo od Halleja do Erfurta, leta 1889 v Artern in sčasoma leta 1900 do Teucherna. 15. septembra 1892 je v Naumburgu začel voziti parni tramvaj. Od 2. januarja 1907 je bil tramvaj elektrificiran.
Čeprav je bila industrija le slabo razvita, je bil leta 1848 ustanovljen socialistični klub. V letu 1920 je bilo umorjenih pet delavcev. Ustanovitev lokalne komunistične partije je sledila decembra 1920. Pod Nemško demokratično republiko je bil Naumburg center strojništva, farmacevtskih izdelkov, proizvodnje kovin in obutve. Bil je tudi mesto posadke sovjetskih zračnih sil. Neuradne ocene kažejo, da je bilo sovjetskega vojaškega osebja približno enako po številu kot lokalnega prebivalstva. Padec komunizma leta 1989 so spremljale demonstracije in srečanja v mestnih cerkvah.

## Geografija
Naumburg leži na jugu Saške - Anhalta na sotočju rek Unstrut in Saale v bližini meje s Turingijo, približno 60 km jugozahodno od Leipziga, 50 km južno-jugozahodno od Halleja in 40 km severno-severovzhodno od Jene.
V samo mesto spadajo četrti Almrich (prej Altenburg), Grochlitz, Henne in Weinberge. Poleg tega je okrožje Naumburg sestavljeno še iz več vasi.

## Gospodarstvo
Lokalne industrije so proizvodnja živil, tekstila, strojev in igrač. Naumburg je v vinorodni regiji, s številnimi vinogradi v okolici.
Velika privlačnost mesta in okrožja Bad Kösen in Großjena (stolnica, staro mestno jedro, gradovi, hiša Maxa Klingerja, vinogradništvo, reki Saale in Unstrut za pohodništvo, kolesarjenje in vodno hojo) za različne ciljne skupine je prek široke palete nastanitev, restavracij in kulturne ponudbe. Regionalno združenje Saale-Unstrut-Tourismus e. V. je v Naumburg.

## Znamenitosti

### Naumburška stolnica
Znamenitost mesta Naumburg je poznoromanska-zgodnjegotska  stolnica svetega Petra in Pavla. Stoji v škofovskem predmestju. Gradnja te trriladijske, dvokorne bazilike s štirimi stolpi in križnim hodnikom se je začela pred letom 1213.
Zgodnji gotski zahodni kor je bil zgrajen po zadnjih izsledkih raziskav leta 1240. V prvi polovici 14. stoletja je bil vzhodni kor razširjen v visokem gotskem slogu. Romanska kripta pod vzhodnim korom je bila zgrajena okoli leta 1170 in je bila del prejšnje stavbe. Dva vzhodna stolpa sta sestavljena iz osmerokotnih zgornjih nadstropij in imata baročne kupole. Prižnica izvira iz leta 1466. Leta 1884 je bil zaključen jugozahodni stolp. Dva zahodna stolpa ob zahodnem koru sta zasnovana v tesnem usklajevanju s stolpi stolnice v Laonu, Francija in stolnice v  Bambergu. Na zahodni strani križnega hodnika je stavba klavzure, na vzhodni strani pozno gotska Kapela Treh kraljev iz leta 1416. Južno od križnega hodnika in na južni strani stolnice je župnijska Marijina cerkev, ne daleč zahodno od kompleksa pa Ägidienkurie. Od leta 1960 do leta 1968 je bila stolnica temeljito obnovljena.
V zahodnem koru je dvanajst naumburških donatorjev in so med najpomembnejšimi nemškimi srednjeveškimi kipi, ki so nastali po letu 1250. Vse figure so v naravni velikosti in izklesane v apnencu. Najbolj znani sta Uta in Ekkehard na severni strani zahodnega kora in Regelindis in Herrmann nasproti na južni strani.
Od leta 2018 je stolnica Naumburg na seznamu svetovne dediščine Unesca.

### Muzeji
Razstave Mestnega muzeja Naumburg so na petih lokacijah v središču mesta in v okrožju Großjena.

#### Mestni muzej „Hohe Lilie“
Mestni muzej Hohe Lilie, ki je prejel muzejsko nagrado vzhodnonemškega Sparkassenstiftung, je v kompleksu stavb, katerih najstarejši del je romanska kamnita stavba (zgrajena okoli leta 1250), ki jo v zgodovinskih virih navadno imenujejo Kemenate. Po hudem mestnem požaru leta 1517 je bil stolp obnovljen v takratnem slogu in dva dodatka iz 15. stoletja v letih 1526-1532. Dve veličastni konzolni figuri krasita okna tako imenovane ceremonialne sobe (Prunkstube) v nadstropju. Muzejsko stavbo dopolnjujejo stavbe iz obdobja baroka in sodoben razvojni del.

#### Nietzschejeva hiša
Nietzschejeva hiša je posvečena življenju in delu Friedricha Nietzscheja, ki je večino svojega otroštva in mladosti preživel v Naumburgu in v bližnji deželni šoli Pforta. Po poslabšanju Nietzschejevega zdravja v Torinu leta 1889, je zanj skrbela njegova mati v njegovem domu (1890-1897). Nietzschejeva sestra Elisabeth je postavila prvi Nietzschejev arhiv, preden ga je najprej preselila v Naumburg in nato v Weimar. Med letoma 2008 in 2010 je bil Nietzschejev dokumentacijski center Naumburg zgrajen na parceli ob Nietzschejevi hiši.

#### Marientor
Marientor (Frauentor, Porta Beatae Virginis Mariae) so dobila ime po bližnji cerkvi Marije Magdalene. To so zadnja ohranjena od petih mestnih vrat (ostala so se imenovala Salztor (Porta Salis), Jacobstor (Porta Jacobaea), Othmarstor (Porta Otmari), Vieh- oder Wenzelstor (Porta Pecorum), Herrentor (Porta Dothumbca) brez stolpa (notranja mestna vrata med Steinweg in Herrenstraße). Stolp in vrata segata v pozno 14. stoletje, barbakan pa je bil dodan sredi 15. stoletja. Marientor, čigar sobe so skozi stoletja izmenično služile kot zaporniške celice in slaba stanovanja, so od leta 2001 del mestnega muzeja. V notranjosti je obsežna razstava o zgodovinskih utrdbah.

#### Wenzelsturm
Ker stolp mestne cerkve sv. Venčeslava, tako imenovani Wencelsturm, ni bil le zvonik mestne cerkve, temveč je predstavljal tudi glavni opazovalni stolp, je bil od poznega srednjega veka v pristojnost občinskega sodnika, v čigar službi so bili Hausmänner. Zvonik, zgrajen leta 1521, ima vgrajen pomemben trojni obroč, ki ga je leta 1518 v Freibergu zasnoval Martin Hilliger. Danes je 72 metrov visok Wenzelsturm z razgledno ploščadjo na 53 metrov visoki Türmerstube priljubljen razgledni stolp. 

#### Hiša Maxa Klingerja
Hiša Maxa Klingerja je tik izven mesta, v bližini sotočja Saale in Unstrut v okrožju Großjena. Gre za domačijo leipziškega slikarja, grafika in kiparja Maxa Klingerja (1857-1920), ki v poletni sezoni (april-oktober) prikazuje obsežno razstavo o življenju in delu umetnika. V muzeju so tudi Radierhäuschen (v katerem je tiskarna) in grob Maxa Klingerja.